# Olympique Gymnaste Club de Nice Côte d'Azur 2020-2021
Questa voce raccoglie le informazioni riguardanti l'Olympique Gymnaste Club de Nice Côte d'Azur nelle competizioni ufficiali della stagione 2020-2021.

## Maglie e divise
Lo sponsor tecnico per la stagione 2020-2021 è Macron, mentre lo sponsor ufficiale è Ineos, azienda multinazionale privata del Regno Unito operante nel settore chimico.
| Casa | Trasferta | Terza maglia |

## Rosa
In corsivo i calciatori ceduti durante la stagione.
| N. |                           | Ruolo | Calciatore            |
| -- | ------------------------- | ----- | --------------------- |
| 2  | Francia (bandiera)        | D     | Stanley Nsoki         |
| 3  | Brasile (bandiera)        | D     | Robson Bambu          |
| 4  | Brasile (bandiera)        | D     | Dante (capitano)      |
| 5  | Austria (bandiera)        | D     | Flavius Daniliuc      |
| 6  | Francia (bandiera)        | C     | Morgan Schneiderlin   |
| 7  | Francia (bandiera)        | A     | Myziane Maolida       |
| 8  | Francia (bandiera)        | C     | Pierre Lees-Melou     |
| 9  | Danimarca (bandiera)      | A     | Kasper Dolberg        |
| 10 | Francia (bandiera)        | C     | Alexis Claude-Maurice |
| 11 | Francia (bandiera)        | A     | Amine Gouiri          |
| 12 | Senegal (bandiera)        | D     | Racine Coly           |
| 13 | Costa d'Avorio (bandiera) | D     | Hassane Kamara        |
| 14 | Svizzera (bandiera)       | A     | Dan Ndoye             |
| 15 | Martinica (bandiera)      | D     | Patrick Burner        |
| 16 | Algeria (bandiera)        | P     | Teddy Boulhendi       |
| 18 | Francia (bandiera)        | D     | William Saliba        |
| 19 | Francia (bandiera)        | C     | Khéphren Thuram       |
| 20 | Algeria (bandiera)        | D     | Youcef Atal           |

| N. |                        | Ruolo | Calciatore             |
| -- | ---------------------- | ----- | ---------------------- |
| 21 | Brasile (bandiera)     | C     | Danilo Barbosa         |
| 21 | Paesi Bassi (bandiera) | A     | Justin Kluivert        |
| 22 | Portogallo (bandiera)  | A     | Rony Lopes             |
| 23 | Svizzera (bandiera)    | D     | Jordan Lotomba         |
| 24 | Francia (bandiera)     | D     | Andy Pelmard           |
| 25 | Francia (bandiera)     | D     | Jean-Clair Todibo      |
| 27 | Francia (bandiera)     | C     | Alexis Trouillet       |
| 28 | Algeria (bandiera)     | C     | Hicham Boudaoui        |
| 29 | Francia (bandiera)     | C     | Jeff Reine-Adélaïde    |
| 30 | Francia (bandiera)     | P     | Yoan Cardinale         |
| 33 | Francia (bandiera)     | D     | Hicham Mahou           |
| 33 | Francia (bandiera)     | D     | Théo Pionnier-Bertrand |
| 33 | Francia (bandiera)     | D     | Malik Sellouki         |
| 34 | Francia (bandiera)     | D     | Eddy Sylvestre         |
| 35 | Francia (bandiera)     | A     | Evann Guessand         |
| 37 | Francia (bandiera)     | A     | Salim Ben Seghir       |
| 40 | Argentina (bandiera)   | P     | Walter Benítez         |

## Risultati

### UEFA Europa League
| Arbitro: | Fran Jović |

|                                                             |           |                               |
| Amiri 11’ Alario 16’ Diaby 61’ Bellarabi 79’, 83’ Wirtz 87’ | Marcatori | 31’ Gouiri 90’ Claude-Maurice |

| Arbitro: | Chris Kavanagh |

|            |           |  |
| Gouiri 23’ | Marcatori |  |

| Arbitro: | Jakob Kehlet |

|                          |           |                        |
| Kuchta 16’, 71’ Sima 43’ | Marcatori | 33’ Gouiri 90+3’ Ndoye |

| Arbitro: | Glenn Nyberg |

|            |           |                                 |
| Gouiri 61’ | Marcatori | 15’ Lingr 64’ Olayinka 75’ Sima |

| Arbitro: | Maurizio Mariani |

|                      |           |                                           |
| Kamara 26’ Ndoye 47’ | Marcatori | 22’ Diaby 32’ Dragović 51’ Baumgartlinger |

| Arbitro: | Kristo Tohver |

|            |           |  |
| Hatuel 72’ | Marcatori |  |